# Direcció general de Cooperació Autonòmica i Local
La Direcció general de Cooperació Autonòmica i Local és un òrgan de gestió del Ministeri de Política Territorial i Funció Pública depenent de la Secretaria General de Coordinació Territorial encarregada de les relacions entre el Govern i les diferents administracions de l'Estat.

## Funcions
Les seves funcions es regulen en l'Article 4 del Reial decret 863/2018, de 28 de juliol, i són:
- L'anàlisi, impuls i seguiment de les relacions de cooperació multilateral entre la Administració General de l'Estat i les administracions de les comunitats autònomes i de l'activitat dels òrgans de cooperació multilateral entre elles, especialment les Conferències Sectorials; i, en particular, el suport i assistència que a aquest efecte es presti als departaments ministerials, així com el seguiment de les decisions adoptades en aquelles.
- L'organització, impuls i coordinació del sistema de relacions de col·laboració interdepartamentals i interadministratives relatives a l'execució del Programa de Garantia de la Unitat de Mercat i la implementació de la Llei 20/2013, de 9 de desembre, de garantia de la unitat de mercat, en coordinació amb el Ministeri d'Economia i Empresa.
- L'informe dels projectes de convenis que se subscriguin per l'Administració General de l'Estat i els seus organismes públics i entitats de dret públic vinculats o dependents, amb les administracions de les comunitats autònomes o amb les entitats locals.[2]
- L'impuls i seguiment dels plans conjunts als quals es refereix l'article 151.2.a) de la Llei 40/2015, d'1 d'octubre, de Règim Jurídic del Sector Públic.
- L'anàlisi, impuls i coordinació tècnica en l'Administració General de l'Estat de l'ús de les llengües oficials, a través del Consell de les Llengües Oficials en l'Administració General de l'Estat i de l'Oficina per a les Llengües Oficials, així com el compliment de la Carta Europea de Llengües Regionals i/o Minoritàries, del Consell d'Europa, particularment a través de la preparació dels informes trianyals de seguiment.
- La gestió del Registre Electrònic estatal d'Òrgans i Instruments de Cooperació del sector públic estatal, secció corresponent als Òrgans de Cooperació.
- L'acompliment de les funcions de les secretaries de les Comissions Bilaterals de Cooperació i, en general, la participació en òrgans bilaterals de cooperació entre l'Estat i les comunitats autònomes, tret que de la norma de creació de l'òrgan bilateral de cooperació o de la qual reguli la seva composició, es derivi el contrari, així com el seguiment de l'execució dels acords adoptats.
- L'anàlisi i valoració dels aspectes relatius als traspassos de funcions i serveis a les comunitats autònomes, la coordinació de les secretaries de les Comissions Mixtes de Transferències, la col·laboració amb el Ministeri d'Hisenda i amb els ministeris afectats pel traspàs en la valoració econòmica dels costos efectius dels serveis objecto de traspàs, així com la tramitació, l'impuls i el seguiment de totes les fases dels procediments de traspàs fins a l'adopció dels acords de les Comissions Mixtes i la seva aprovació pel Govern.[3]
- Les relacions i la col·laboració amb les comunitats autònomes i amb les entitats locals, directament o a través de les seves associacions, en matèria de govern i administració local, dins de l'àmbit de competències que corresponen a la Secretaria General de Coordinació Territorial.
- La preparació dels assumptes i l'execució dels acords de la Conferència Sectorial per a Assumptes Locals, el Ple i la Subcomissió de Cooperació amb l'Administració Local de la Comissió Nacional d'Administració Local, de la Comissió Interadministrativa de Capitalitat i de la Comissió de Col·laboració Estat-Comunitat Autònoma de Catalunya-Ajuntament de Barcelona, exercint les funcions pròpies de la secretaria d'aquests òrgans i d'aquells que siguin de suport.
- La gestió dels programes econòmics de cooperació local i dels corresponents crèdits pressupostaris estatals així com dels programes europeus d'aplicació a l'àrea de les entitats locals.
- L'assistència tècnica i evacuació de consultes de les entitats locals en relació amb les matèries de contingut econòmic, en l'àmbit de competències de la Direcció general.
- L'actuació com a organisme intermedi per a la gestió dels Fons de la Unió Europea dirigits a les Entitats Locals, quan així s'hagi previst en l'instrument jurídic corresponent.

## Estructura
De la Direcció general depenen els següents òrgans directius:
- La Subdirecció General de Cooperació Autonòmica.
- La Subdirecció General de Relacions Bilaterals amb les Comunitats Autònomes.
- La Subdirecció General de Cooperació Local.

## Titulars
- José María Pérez Medina (30 de juny de 2018-presente)[4][5]